# قلعه گوجو هاچیمان
قلعه گوجو هاچیمان (به ژاپنی: 郡上八幡城 Gujō Hachiman-jō) یک قلعه ژاپنی به سبک یاماشیرو است که در کوه هاچیمان در گوجو، گیفو، استان گیفو، ژاپن واقع شده‌است.